# Arènes Louis-Thiers
Les arènes Louis-Thiers , inaugurées en 1960, puis en 2009, sont les arènes municipales de la commune de Saint-Martin-de-Crau située dans le département français des Bouches-du-Rhône, dans la région Provence-Alpes-Côte d'Azur. Elles pouvaient contenir 1 800 personnes en 1960. En 2008, une nouvelle infrastructure est construite sur un emplacement différent. Sa capacité a été augmentée, elles sont passées en deuxième catégorie avec une capacité d'accueil de 3.000 personnes.

## Présentation et historique
Ce sont des arènes fixes, ovales, construites en béton par le maître d'œuvre Brieu, selon une décision de la municipalité de 2008. Leur inauguration date de 2009. Une première structure est construite à partir des années 1960 et régulièrement agrandie jusqu'à sa destruction en 2009 au profit d'une nouvelle infrastructure.
L'histoire des arènes est très liée à celle du club taurin Paul Ricard de Saint-Martin-de Crau : « L'année 1960 sera le départ du club taurin (…), l'année 1961, verra dans les arènes portatives les premières courses de taureaux, appelées depuis, courses camarguaises. C'est le 28 décembre 1961 que la commission réunie à son siège décide à l'unanimité la construction d'arènes (…). La société Ricard et la municipalité interrogées sur ce projet, se rallient à cette initiative et la construction est décidée. » Au début des années 1970, des critiques se font sur la piste des arènes, elle ne donne pas leur « chance aux taureaux » ; en novembre 1975, une partie des arènes est détruite pour améliorer la piste. Après les travaux, la piste est inaugurée en avril 1976.
Les arènes sont nommées en référence à Louis Thiers, créateur de l'Union des clubs taurins Paul Ricard.
À proximité de Saint-Martin-de-Crau, au lieu-dit « Le Mas de Fiolles » se trouvent les anciennes arènes du mas des Fiolles construites en 1982 à l'endroit où les courses se déroulaient dans un enclos classées depuis le 6 juin 2005, désormais classées à l'Inventaire général du patrimoine culturel sous le n° IA13001247 de la Base Mérimée

## Tauromachie

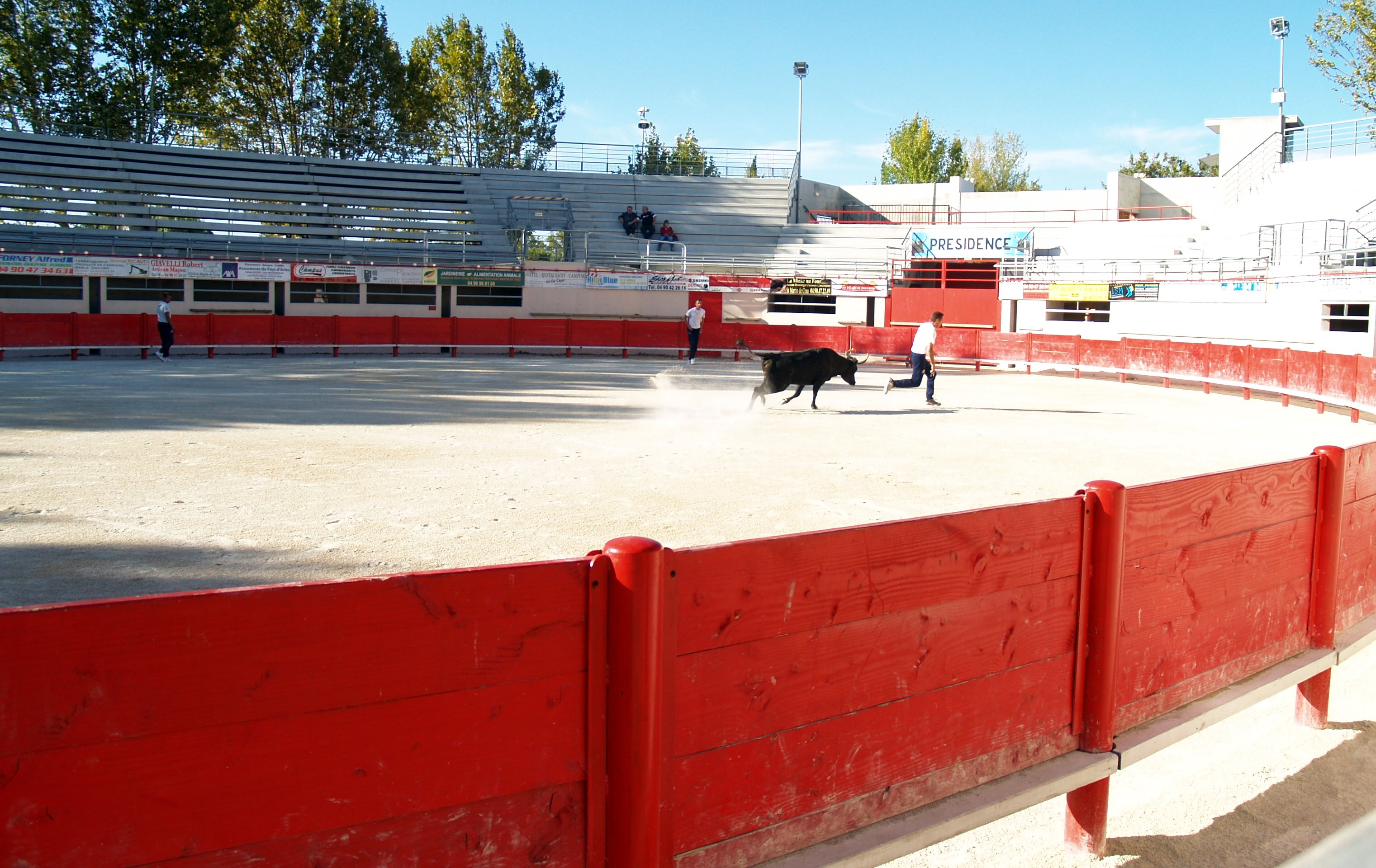
Intérieur des arènes.

C'est un haut lieu de course camarguaise, où le club taurin Paul Ricard a organisé pour la première fois la finale du Trophée des raseteurs. En 2012, les arènes ont accueilli le Trophée des As.
Les arènes de Saint-Martin-de-Crau sont aussi un lieu de corridas formelles et de corridas concours. La feria a lieu chaque année fin avril
Les corridas concours comptent pour  le classement de Toros de France 2012, une compétition organisée par l'Association des éleveurs français de taureaux de combat. Elle est destinée à récompenser les meilleurs élevages.